# تپه قرقسین
تپه قرقسین مربوط به هزاره ۱- دوران‌های تاریخی پس از اسلام است و در شهرستان تاکستان، جاده آسفالته بوئین زهرا واقع شده و این اثر در تاریخ ۳ بهمن ۱۳۷۹ با شمارهٔ ثبت ۲۹۹۲ به‌عنوان یکی از آثار ملی ایران به ثبت رسیده است.